# Petter Stymne
Petter Stymne (* 9. Mai 1983 in Skövde) ist ein schwedischer Freistil-Schwimmer.
Bei den Kurzbahneuropameisterschaften 2006 in Helsinki schwamm Stymne gemeinsam mit Stefan Nystrand, Marcus Piehl und Jonas Tilly in neuer Weltrekordzeit zum Europameistertitel über die 4 × 50 m Freistil.
Ein Jahr später, bei den Kurzbahneuropameisterschaften 2007 in Debrecen konnte die schwedische Staffel mit Stymne diesen Weltrekord weiter verbessern.

## Rekorde
| Weltrekorde (1)                                              | Weltrekorde (1) | Weltrekorde (1)   | Weltrekorde (1) |
| ------------------------------------------------------------ | --------------- | ----------------- | --------------- |
| 4 × 50 m Freistil (Kurzbahn) (mit Nystrand, Piehl und Nylin) | 01:24,19 min    | 16. Dezember 2007 | Debrecen        |
| Europarekorde (1)                                            |                 |                   |                 |
| 4 × 50 m Freistil (Kurzbahn) (mit Nystrand, Piehl und Nylin) | 01:24,19 min    | 16. Dezember 2007 | Debrecen        |
| (Stand: 7. August 2008)                                      |                 |                   |                 |